# Cis fissicornis
Cis fissicornis es una especie de coleóptero de la familia Ciidae.

## Distribución geográfica
Habita en Europa.